# Тополя (Нижньосілезьке воєводство)
Тополя (пол. Topola, нім. Reichenau) — село в Польщі, у гміні Каменець-Зомбковицький Зомбковицького повіту Нижньосілезького воєводства.
Населення — 255 осіб (2011).
У 1975-1998 роках село належало до Валбжиського воєводства.

## Демографія
Демографічна структура станом на 31 березня 2011 року:
|          | Загалом | Допрацездатний вік | Працездатний вік | Постпрацездатний вік |
| -------- | ------- | ------------------ | ---------------- | -------------------- |
| Чоловіки | 130     | 22                 | 97               | 11                   |
| Жінки    | 125     | 20                 | 70               | 35                   |
| Разом    | 255     | 42                 | 167              | 46                   |